# Affaldsøen i det Nordlige Stillehav
Affaldsøen i det Nordlige Stillehav er betegnelsen for en gyre, dvs. en strømhvirvel i det nordlige Stillehav, et område på 700.000 til 15.000.000 km2, hvor der grundet havstrømme samles mængder af havaffald, primært plastikaffald, der flyder rundt i havet. Området er beliggende ca. mellem 135° og 155° vest og mellem 35° og 42° nord. Selve udstrækningen af området er omtvistet, da det afhænger af, hvilke koncentrationer af havaffald, der definerer udstrækningen.
Der findes også affaldsøer i det Sydlige Stillehav, Atlanterhavet og det Indiske Ocean.

## Plastikforureningen
I Affaldsøen i det Nordlige Stillehav er der ophobet store mængde plastikaffald med det meste nedbrudt til mikroplast i konfetti-størrelse eller mindre med en koncentration som er målt i 1999 til 335 000 genstande/km2 eller 5.1 kg/km2. Tilsvarende er der fundet sammenlignelige mængder af mikroplast og nanoplast i alle strømhvirvler i oceanerne.
I 2018 skønnes forureningen her at være fire til seksten gange større end tidligere antaget med en samlet mængde plastik på 79.000 ton eller 1,8 billioner stykker plastik (obs. eng. 1.8 trillion)